# Припинення роботи уряду США (2013)

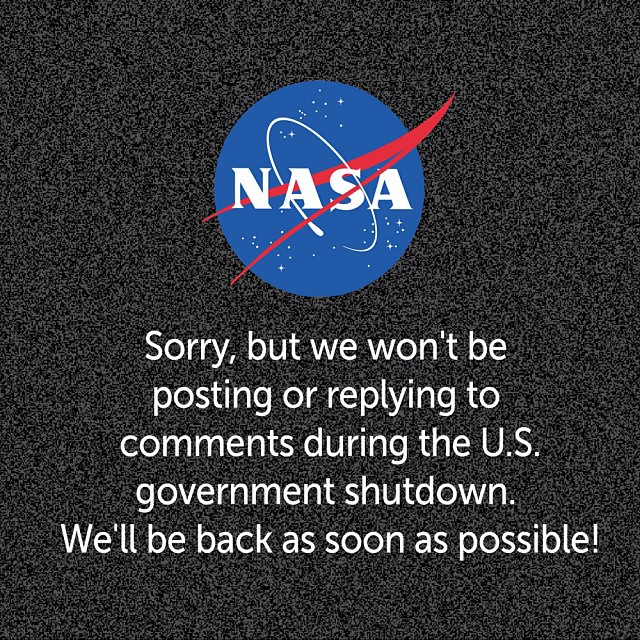
Сайт NASA від 1 жовтня 2013 року

Припинення роботи уряду США (також Shutdown) 2013 року тривало від 1 жовтня до 17 жовтня. Це сталося через непогоджений бюджет на новий 2014 рік. Республіканська партія саботувала його розгляд у Палаті представників, виступаючи проти підняття допустимого рівня держборгу, особливо через реформу охорони здоров'я, відому також як «Obama Care». Через припинення фінансування урядових організацій 800 тис. осіб від 1 жовтня відправлено у неоплачувані відпустки, по всій країні закриті держустанови, національні парки, музеї тощо.
На додачу до неузгодженого нового бюджету невирішеним залишалося питання максимально допустимого рівня державного боргу. Якщо не було б віднайдено компромісу з цього питання, 17 жовтня економіці США загрожував би дефолт за борговими зобов'язаннями.

## Передумови
Палата представників США, більшість місць у якої (54%) контролює Республіканська партія США, висловила незгоду із Сенатом (контролюється Демократичною партією, і президентом Бараком Обамою з питань бюджетної політики. Каменем спотикання стала реформа охорони здоров'я і захисту пацієнтів (запропонована Обамою, вважається найбільшим досягненням його президентства), що вимагає великих фінансових вливань від уряду, борги якого на даний момент перевищують річний обсяг ВВП країни. Напередодні лідери республіканців з Палати представників фактично виставили чинному президенту ультиматум, погрожуючи заблокувати роботу уряду, якщо він не відмовиться від планованих реформ. Після того, як порозуміння досягнуто не було, федеральні установи уряду США офіційно припинили свою роботу 1 жовтня 2013 року о 0:00 за Східним часом.

## Події та наслідки
Близько 800 тисяч співробітників відділів федеральних агентств і міністерств, які визнані некритичними, були автоматично відправлені у відпустку без збереження заробітної плати (із 2 млн загальної кількості осіб, що працюють в урядових та держустановах). Можливо, що частині з них не відшкодують зарплату навіть після відновлення роботи уряду.
Продовжують роботу працівники критичних агентств та установ, до числа яких входять 1,3 млн держслужбовців, 1,4 млн військовослужбовців, 0,5 млн поштових службовців та працівники організацій, що фінансуються не з бюджету.
Закрито всі національні парки і федеральні музеї країни. Очікуються значні скорочення доходів від туризму. Припинилася видача паспортів і робота федеральних електронних систем перевірки легального статусу кандидатів на працевлаштування (E — Verify). Очікується затримка виплат федеральних іпотечних кредитів і виділення кредитів малому бізнесу. Ветерани та пенсіонери можуть позбутися частини пільг, якщо shutdown триватиме два-три тижні або більше. Обмежена функціональність CDC (проблеми з програмою боротьби з грипом), FDA (припинення інспекцій, податкової служби IRS, цивільних судів).
Військові продовжують нести службу, її оплата на період припинення була гарантована окремим рішенням Конгресу, прийнятим незадовго до півночі перед 1 жовтня. Працюють прикордонна служба, в'язниці, служби з протидії тероризму. Органи управління повітряним рухом і керування федеральних шосе також продовжують роботу.
Напередодні закриття уряду курс долара по відношенню до світового кошика валют послабшав, а фондові ринки США втратили близько 1% вартості. Очікується, що закриття завдасть істотної шкоди економіці країни.
Збитки за кожний день простою уряду тільки у Вашингтоні оцінюються у 300 млн доларів, за 1 тиждень — у близько 8-10 млрд доларів. Якщо «шатдаун» триватиме 2 тижні, збитки сягнуть 1% ВВП США.
16 жовтня Палата представників відмовилась розглядати бюджет. Джон Бейнер заявив, що лишається надто багато неузгоджених питань.
17 жовтня Президент Обама подав новий закон, що дозволив би відновити роботу уряду та інших держустанов. Менше за дві години до фактичного дефолту США, Конгрес прийняв документ: 285 голосів — за і 144 — проти. Одразу ж відбулося голосування у Сенаті: 81 голос на підтримку закону і 18 — проти.

## Реакція громадськості
Соціологічне опитування CNN / ORC показало, що 46% американців звинувачують більше у цих подіях республіканців, 36% — Обаму, а 13% звинуватили в цьому їх разом. Більшість була проти припинення діяльності уряду, при цьому близько 6 з 10 респондентів бажали мати узгоджений бюджет і приблизно 1 з 3 респондентів вважав, що важливіше блокувати здійснення Закону про обов'язкове медичне страхування та скоротити державне фінансування даної програми.
Крім того, переважне ставлення до Конгресу в цілому дуже негативне, як показало опитування The Washington Post / ABC News: дії демократів отримали позитивний відгук у 34% і негативний у 56% респондентів, водночас дії республіканців схвалили тільки 2%, а 63% поставилися несхвально.